# Anurognathidae

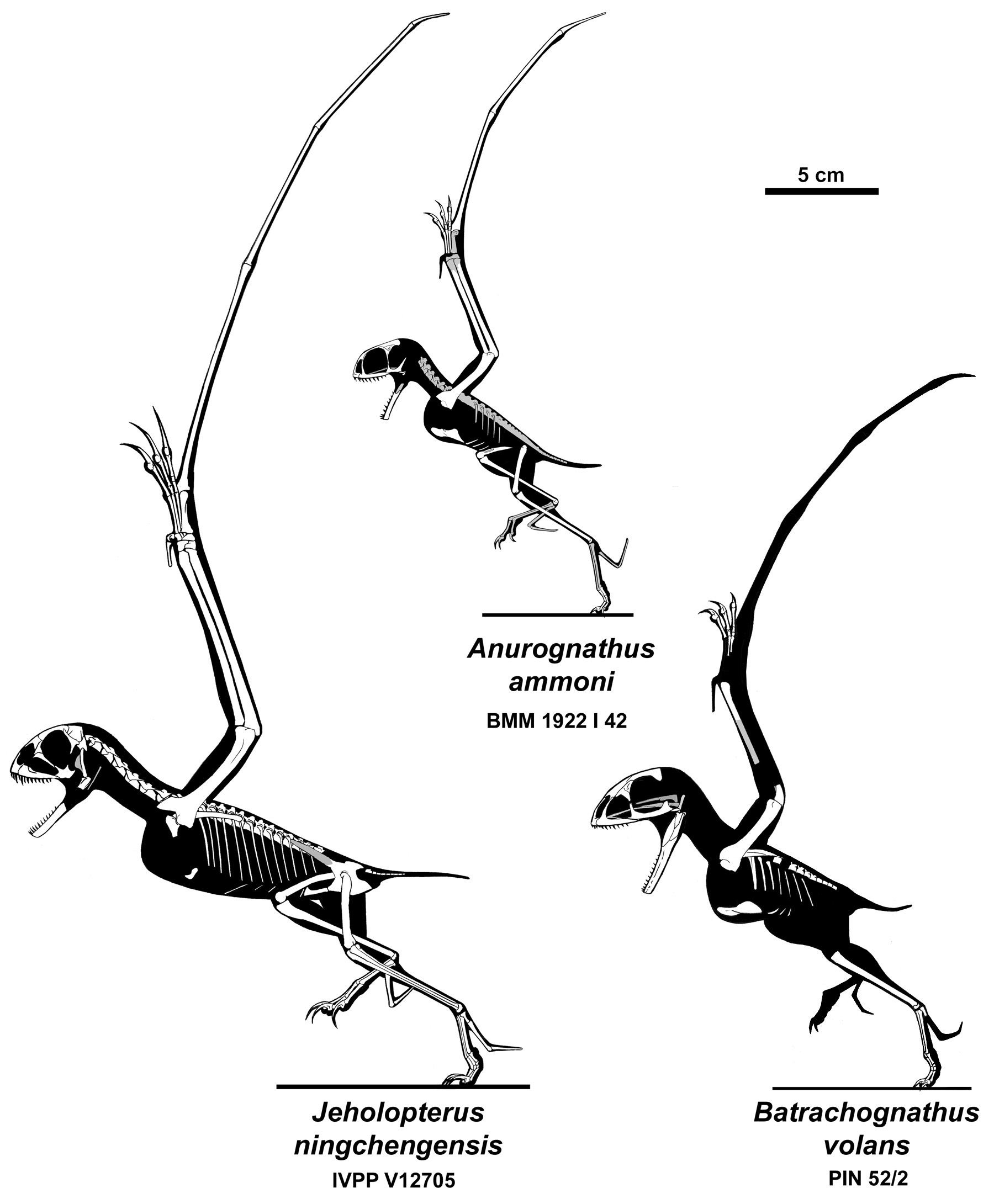
Enkele anurognathiden door Jaime Headden; hij beeldt ze af met een aparte fenestra antorbitalis

De Anurognathidae zijn een onderverdeling van de Pterosauria. De familie Anurognathidae is in 1967 door Oskar Kuhn benoemd om Anurognathus een plaats te geven. De naam was afgeleid van de Anurognathinae die baron Ferenc Nopcsa in 1928 benoemd had. Latere soorten die er aan toegeschreven zijn, zijn Batrachognathus, Dendrorhynchoides en Jeholopterus. Deze soorten stammen uit het Jura (Oxfordien) tot het Onder-Krijt (Barremien).
Traditioneel worden de Anurognathidae, ondanks het ontbreken van de staart, toegewezen aan de Rhamphorhynchoidea. Deze laatste groep is echter hoogstvermoedelijk parafyletisch: iedere pterosauriër die niet tot de Pterodactyloidea behoorde werd er automatisch aan toegewezen en de dus weinig nuttige term is in onbruik geraakt.
Peter Wellnhofer meende in 1978 dat de groep direct van Dimorphodon afstamde op grond van de traditionele vergelijkende methode, waarmee hij vaststelde dat beide taxa een bolle schedel hadden. Voor het exact bepalen van de feitelijke verwantschappen van de Anurognathidae zijn later kladistische analyses uitgevoerd. Volgens sommige recente analyses van Unwin zijn de Anurognathidae een zusterklade van de klade Pterodactyloidea, volgens andere van de Lonchognatha. Een studie van Brian Andres uit 2010 had als resultaat dat ze inderdaad de zustergroep van de pterodactyloïden vormden. Volgens Alexander Kellner (2003), Wang Xiaolin (2005) en Lü Junchang (2006) zijn ze echter de meest basale pterosauriërgroep. De korte staart, een kenmerk dat ze delen met de Pterodactyloidea, is dan een geval van convergente evolutie. Deze hypothese werd in 2014 bevestigd door de melding van een anurognathide specimen, IVPP V16728, met een lange staart. Latere analyses toonden toch weer een positie in de Monofenestrata, dus dicht bij de Pterodactyloidea maar soms ook wat basaler, onder of in de Scaphognathinae. Er moet op gewezen worden dat de fylogenetische analyse van de Pterosauria nog in de kinderschoenen staat en alle resultaten een zeer voorlopig karakter dragen.
Kellner heeft in 2003 een exacte definitie gegeven als klade: de groep bestaande uit de laatste gemeenschappelijke voorouder van Anurognathus en Batrachognathus en al zijn afstammelingen. Volgens Kellner bestaat de klade uit Anurognathus zelf en de Asiaticognathidae. Als synapomorfieën, gedeelde nieuwe eigenschappen die bewijzen dat het om een echte afstammingsgroep gaat, geeft hij: een brede boven- en onderkaak; de neusgaten staan dicht bij elkaar; minder dan vijftien kleine kegelvormige tanden.
David Unwin hanteert een definitie die identiek is aan die van Kellner.
Alle bekende Anurognathidae hadden een korte brede kop die gezien wordt als een aanpassing aan een levenswijze als insecteneter. Eigenaardig is dat er wellicht maar twee grote voorste schedelopeningen zijn in de zijwand. Volgens Fabio Dalla Vecchia zijn bij de Anurognathidae de oogkas en de fenestra nasoantorbitalis versmolten tot een grote fenestra orbitoantorbitalis. Eerst werd gedacht dat dit een illusie was, veroorzaakt door beschadigingen.
In 2021 werd het totale aantal bekende specimina van de groep geschat op niet meer dan vijftien.